# 武石章
武石 章（たけいし あきら、1933年 - ）は、日本の官僚、実業家。

## 略歴
1933年、新潟県に生まれる。1956年に東京大学法学部を卒業し、運輸省(現：国土交通省)入省。東京陸運局長時代の1981年に安岡正篤の書を岩松茂輔から貰い、人生観が変わるほどの影響を受けた。海上技術安全局船員部長を経て1985年に貨物流通局長に就任し、翌1986年に退官。同年7月1日付で日本鉄道建設公団理事となる。
1989年に京浜急行電鉄に取締役として入り、1991年に常務となる。同年さらに自動車事故対策センター理事長に就き、1994年に公害等調整委員会委員となる。その後、1996年に東京モノレール顧問に就任し、翌1997年に社長となった。2002年、JR東日本による日立物流からの東京モノレールのM&Aを実現させて退任。2003年に瑞宝中綬章を受章した。

## 著書・訳書
- 『内航ニ法』(版：日本内航海運協議会)
- 『改正・道路運送法のすべて』(版：一隅社)
- 『人間としての生き方――現代語訳『東洋倫理概論』を読む――』(訳：武石章　監修：安岡正泰　版：PHP研究所)